# Isostichopus macroparentheses
Isostichopus macroparentheses is een zeekomkommer uit de familie Stichopodidae.
De wetenschappelijke naam van de soort werd in 1922 gepubliceerd door Austin Hobart Clark.